# Kuoresalo (ö i Birkaland)
Kuoresalo är en ö i Finland.   Den ligger i kommunen Orivesi i den ekonomiska regionen Tammerfors och landskapet Birkaland, i den södra delen av landet, 160 km norr om huvudstaden Helsingfors.